# Кобаладзе, Джордж
Джордж Кобаладзе (англ. George Kobaladze; род. 24 мая 1976 года, Цхинвали, Грузинская ССР) — грузинский и канадский тяжелоатлет, выступающий в категории свыше 105 кг. Семикратный чемпион Канады, чемпион Игр Содружества 2014 года.

## Биография
Джордж Кобаладзе родился 24 мая 1976 года в Цхинвали, Грузинская ССР. Тяжелой атлетикой начал заниматься в 13 лет. В секцию его привел отец, Джимшер Кобаладзе.
Выступал за сборную Грузии на чемпионатах мира 1999 и 2001, где категории свыше 105 кг занял 21 и 8 место соответственно.
В 2003 году Кобаладзе получил тяжёлую травму шеи и перелом лопатки. После излечения Кобаладзе потерял место в составе сборной Грузии и с разрешения Федерации тяжелой атлетики Грузии переехал жить в Канаду, в Монреаль.
В 2008 году Джордж Кобаладзе принял канадское гражданство и получил право выступать за сборную Канады.
Чемпион Игр Содружества 2014 года. Кобаладзе принадлежат рекорды Игр Содружества в категории свыше 105 кг : толчка — 229 кг и по сумме рывка и толчка — 400 кг.
Он также завоевал бронзовую медаль на Играх Содружества 2010 года и бронзовую медаль на Панамериканскиx игрax 2011 года. Двукратный серебряный призёр Панамериканских чемпионатов (2012 и 2013).
Пять раз признавался лучшим тяжелоатлетом года в Kанадe (2014, 2013, 2012, 2011 и 2009).
В 2013 году выступил на Фестивале спорта «Арнольд Классик» (Колумбус, штат Огайо), где завоевал второе место.

## Спортивные результаты
| Год  | Соревнование              | Место проведения | Весовая категория | Рывок    | Толчок | Сумма двоеборья | Место |
| ---- | ------------------------- | ---------------- | ----------------- | -------- | ------ | --------------- | ----- |
| 1999 | Чемпионат мира            | Афины            | свыше 105 кг      | 167,5 кг | 210 кг | 377,5 кг        | 21    |
| 2001 | Чемпионат мира            | Анталья          | свыше 105 кг      | 177,5 кг | 225 кг | 402,5 кг        | 8     |
| 2009 | Чемпионат мира            | Коян             | свыше 105 кг      | 166 кг   | 212 кг | 378 кг          | 14    |
| 2010 | Игры Содружества          | Дели             | свыше 105 кг      | 168 кг   | 218 кг | 386 кг          | 3     |
| 2010 | Чемпионат мира            | Анталья          | свыше 105 кг      | 165 кг   | 212 кг | 377 кг          | 19    |
| 2011 | Панамериканские игры      | Гвадалахара      | свыше 105 кг      | 170 кг   | 223 кг | 393 кг          | 3     |
| 2011 | Чемпионат мира            | Париж            | свыше 105 кг      | 169 кг   | 220 кг | 389 кг          | 19    |
| 2012 | Панамериканский чемпионат | Антигуа          | свыше 105 кг      | 171 кг   | 219 кг | 390 кг          | 2     |
| 2013 | Арнольд Классик           | Колумбус         | свыше 105 кг      | 171 кг   | 219 кг | 390 кг          | 2     |
| 2013 | Панамериканский чемпионат | Остров Маргарита | свыше 105 кг      | 171 кг   | 218 кг | 389 кг          | 2     |
| 2013 | Чемпионат мира            | Вроцлав          | свыше 105 кг      | 174 кг   | 223 кг | 397 кг          | 11    |
| 2014 | Игры Содружества          | Глазго           | свыше 105 кг      | 171 кг   | 229 кг | 400 кг          | 1     |
| 2014 | Чемпионат мира            | Алматы           | свыше 105 кг      | 173 кг   | 221 кг | 394 кг          | 16    |
| 2015 | Панамериканские игры      | Торонто          | свыше 105 кг      | 168 кг   | 208 кг | 376 кг          | 2     |
| 2015 | Чемпионат мира            | Хьюстон          | свыше 105 кг      | 168 кг   | —      | —               | DNF   |
| 2016 | Панамериканский чемпионат | Картахена        | свыше 105 кг      | 145 кг   | 195 кг | 389 кг          | 8     |

## Вне спорта
Выпускник Тбилисского государственного института физической культуры.
Хобби — настольный теннис.
Семья — жена Наталья, сын Лука (2009 г.р.)